# Ancistrus tombador
Az Ancistrus tombador a sugarasúszójú halak (Actinopterygii) osztályának harcsaalakúak (Siluriformes) rendjébe, ezen belül a tepsifejűharcsa-félék (Loricariidae) családjába tartozó faj.

## Előfordulása
Az Ancistrus tombador Dél-Amerikában fordul elő. Az elterjedési területe kizárólag a brazíliai Mato Grosso nevű szövetségi állam kisebb folyóira korlátozódik. Brazília egyik endemikus hala.

## Megjelenése
Ez a tepsifejűharcsafaj legfeljebb 6,3 centiméter hosszú. A hátúszóján 8 és a farok alatti úszóján 5 sugár van. 28 csigolyája van. Nincsen zsírúszója; helyébe 3-5 kis csontos lemezke, taréjszerű képződményt alkot. Az ajkai körül a pofája csupasz. A teste a rokonaitól eltérően nagyon keskeny.

## Életmódja
A trópusi édesvizeket kedveli. Az Ancistrus tombador, mint a többi algaevő harcsafaj, a víz fenekén él és keresi meg a táplálékát.